# Picatrix
Picatrix of Ghâyat al-Hakîm fi'l-sihr (de weg van de wijze) wordt, vermoedelijk pseudepigrafisch, toegeschreven aan Maslama al-Majrati, een Andalusische wiskundige.
In 1256 verscheen er een Latijnse vertaling van de van oorsprong Arabische tekst aan het hof van Alfons X van Castilië. Deze grimoire, een soort handleiding voor astrale magie, had een grote invloed op het West-Europese magisch denken, van Marsilio Ficino en Thomas Campanella tot en met Ivan Chtcheglov. Eén exemplaar (British Library, Sloane manuscript 3679) kwam respectievelijk in handen van de occultisten en astrologen Simon Forman (overleden in 1611), Richard Napier (overleden in 1634), Elias Ashmole (overleden in 1692) en William Lilly (overleden in 1681).